# Serie A 2024-2025 (rugby a 15 femminile)
La serie A 2024-25 fu il 3º campionato italiano di rugby a 15 femminile di seconda divisione.
Organizzato dalla Federazione Italiana Rugby, prevedeva una promozione in Serie A Élite con contestuale retrocessione da tale categoria.
Si tenne dal 27 ottobre 2024 al 25 maggio 2025 tra 17 squadre ripartite su tre gironi geografici; alle semifinali accedettero le tre vincitrici di girone e la miglior seconda.
Vincitrice inedita anche nella terza edizione di torneo: le partenopee del Neapolis si aggiudicarono la promozione dopo avere sconfitto Riviera in semifinale e Parabiago in finale per 13-10.
Per il giovane club napoletano, iscrittosi al campionato nel 2023, si trattò della prima promozione in massima divisione.
Il valore delle marcature, come stabilito da World Rugby nel 2017, è: 5 punti per ciascuna meta (7 se trasformata), 7 punti per la meta tecnica, 3 punti per la realizzazione di ciascun calcio piazzato, idem per il drop.

## Formula
Le 17 squadre furono ripartite in 3 gironi territoriali, uno da 5 squadre ciascuno e gli altri due da 6.
In ogni girone le squadre si affrontarono all'italiana con gare di andata e ritorno.
Passarono alle semifinali le seguenti quattro squadre:
- la prima classificata di ogni girone (seeding 1-3 in ordine di punteggio)
- la miglior seconda classificata (seeding 4)

La prima semifinale fu tra la squadra di seeding 4 e quella di seeding 1, e la seconda tra le altre due; tuttavia fu previsto che in semifinale non potessero incontrarsi le squadre provenienti dallo stesso girone.
Le semifinali si tennero in gara doppia con incontro d'andata in casa di quella con il seeding inferiore.
La finale si tiene in gara unica il 25 maggio 2025 allo stadio Lodigiani di Firenze, e la vincitrice fu promossa in Serie A Elite 2025-26.

## Squadre partecipanti
| Girone 1                      | Girone 2            | Girone 3                 |
| ----------------------------- | ------------------- | ------------------------ |
| Amatori&Union (Milano)        | Calvisano B         | Amatori Catania          |
| CUS Genova                    | Forum Iulii (Udine) | Bisceglie                |
| CUS Milano B                  | Le Puma Bisenzio    | Le Brigantesse (Catania) |
| Lions Tortona                 | Riviera (Mira)      | CUS L’Aquila             |
| Parabiago                     | Romagna (Ravenna)   | Le Lupe Frascati         |
| San Mauro (S. Mauro Torinese) |                     | Neapolis (Napoli)        |

## Stagione regolare

### Girone 1
| 3-11-2024  | 1ª/6ª giornata             | 16-2-2025 |
| ---------- | -------------------------- | --------- |
| 3-59       | A&U Milano – Parabiago     | 10-27     |
| 3-22       | Lions Tortona – CUS Milano | 0-14      |
| 5-24       | San Mauro – CUS Genova     | 0-17      |
|            |                            |           |
| 15-12-2024 | 4ª/9ª giornata             | 23-3-2025 |
| 5-12       | A&U Milano – San Mauro     | 10-13     |
| 11-24      | Lions Tortona – CUS Genova | 0-31      |
| 47-7       | Parabiago – CUS Milano     | 19-5      |

| 17-11-2024 | 2ª/7ª giornata            | 23-2-2025 |
| ---------- | ------------------------- | --------- |
| 19-12      | CUS Genova – A&U Milano   | 15-10     |
| 45-8       | Parabiago – Lions Tortona | 35-5      |
| 19-31      | San Mauro – CUS Milano    | 36-17     |
|            |                           |           |
| 26-1-2025  | 5ª/10ª giornata           | 6-4-2025  |
| 17-20      | CUS Genova – Parabiago    | 7-29      |
| 17-12      | CUS Milano – A&U Milano   | 5-19      |
| 12-7       | San Mauro – Lions Tortona | 26-9      |

| 8-12-2024 | 3ª/8ª giornata             | 9-3-2025 |
| --------- | -------------------------- | -------- |
| 10-5      | A&U Milano – Lions Tortona | 8-10     |
| 5-14      | CUS Milano – CUS Genova    | 15-20    |
| 12-57     | San Mauro – Parabiago      | 0-59     |

#### Classifica girone 1
| Pos | Squadra       | G  | V  | N | P | PF  | PS  | DP   | BMP | Pt |
| --- | ------------- | -- | -- | - | - | --- | --- | ---- | --- | -- |
| 1   | Parabiago     | 10 | 10 | 0 | 0 | 397 | 74  | +323 | 9   | 49 |
| 2   | CUS Genova    | 10 | 8  | 0 | 2 | 188 | 107 | +81  | 5   | 37 |
| 3   | CUS Milano    | 10 | 5  | 0 | 5 | 157 | 170 | −13  | 4   | 24 |
| 4   | Amatori&Union | 4  | 1  | 0 | 3 | 30  | 95  | −65  | 2   | 6  |
| 5   | San Mauro     | 4  | 1  | 0 | 3 | 48  | 117 | −69  | 0   | 4  |
| 6   | Lions Tortona | 4  | 0  | 0 | 4 | 27  | 101 | −74  | 1   | 1  |

### Girone 2
| 3-11-2024  | 1ª/6ª giornata            | 16-2-2025 |
| ---------- | ------------------------- | --------- |
| 17-28      | Forum Iulii – Romagna     | 15-21     |
| 35-7       | Riviera – Calvisano       | 22-19     |
| Rip.       | Puma Bisenzio             |           |
|            |                           |           |
| 15-12-2024 | 4ª/9ª giornata            | 23-3-2025 |
| 7-22       | Calvisano – Puma Bisenzio | 14-15     |
| 32-0       | Riviera – Forum Iulii     | 12-27     |
| Rip.       | Romagna                   |           |

| 17-11-2024 | 2ª/7ª giornata              | 23-2-2025 |
| ---------- | --------------------------- | --------- |
| 17-10      | Puma Bisenzio – Forum Iulii | 19-20     |
| 35-34      | Romagna – Riviera           | 17-20     |
| Rip.       | Calvisano                   |           |
|            |                             |           |
| 26-1-2025  | 5ª/10ª giornata             | 6-4-2025  |
| 17-22      | Puma Bisenzio – Riviera     | 15-24     |
| 22-10      | Romagna – Calvisano         | 29-35     |
| Rip.       | Forum Iulii                 |           |

| 8-12-2024 | 3ª/8ª giornata          | 9-3-2025 |
| --------- | ----------------------- | -------- |
| 12-5      | Forum Iulii – Calvisano | 7-26     |
| 10-23     | Puma Bisenzio – Romagna | 15-43    |
| Rip.      | Riviera                 |          |

#### Classifica girone 2
| Pos | Squadra          | G | V | N | P | PF  | PS  | DP  | BMP | Pt |
| --- | ---------------- | - | - | - | - | --- | --- | --- | --- | -- |
| 1   | Riviera          | 8 | 6 | 0 | 2 | 201 | 137 | +64 | 8   | 32 |
| 2   | Romagna          | 8 | 6 | 0 | 2 | 218 | 156 | +62 | 7   | 31 |
| 3   | Forum Iulii      | 8 | 3 | 0 | 5 | 108 | 160 | −52 | 4   | 16 |
| 4   | Le Puma Bisenzio | 8 | 3 | 0 | 5 | 130 | 163 | −33 | 3   | 15 |
| 5   | Calvisano        | 8 | 2 | 0 | 6 | 123 | 164 | −41 | 5   | 13 |

### Girone 3
| 3-11-2024  | 1ª/6ª giornata              | 16-2-2025 |
| ---------- | --------------------------- | --------- |
| 5-56       | Brigantesse – Neapolis      | 0-28      |
| 52-5       | CUS L'Aquila – Bisceglie    | 44-7      |
| 28-0       | Lupe Frascati – Am. Catania | 47-5      |
|            |                             |           |
| 15-12-2024 | 4ª/9ª giornata              | 23-3-2025 |
| 3-21       | Bisceglie – Am. Catania     | 12-51     |
| 29-14      | CUS L'Aquila – Brigantesse  | 34-41     |
| 17-5       | Lupe Frascati – Neapolis    | 13-22     |

| 17-11-2024 | 2ª/7ª giornata             | 23-2-2025 |
| ---------- | -------------------------- | --------- |
| 5-60       | Bisceglie – Lupe Frascati  | 3-79      |
| 12-15      | Brigantesse – Am. Catania  | 17-21     |
| 61-0       | Neapolis – CUS L'Aquila    | 44-0      |
|            |                            |           |
| 26-1-2025  | 5ª/10ª giornata            | 6-4-2025  |
| 17-48      | Am. Catania – CUS L'Aquila | 10-58     |
| 5-32       | Briganti – Lupe Frascati   | 0-28      |
| 28-0       | Neapolis – Bisceglie       | 28-0      |

| 8-12-2024 | 3ª/8ª giornata               | 9-3-2025 |
| --------- | ---------------------------- | -------- |
| 27-10     | Brigantesse – Bisceglie      | 15-17    |
| 16-45     | CUS L'Aquila – Lupe Frascati | 5-34     |
| 50-0      | Neapolis – Am. Catania       | 56-0     |

#### Classifica girone 3
| Pos | Squadra          | G  | V | N | P | PF  | PS  | DP   | BMP | Pt |
| --- | ---------------- | -- | - | - | - | --- | --- | ---- | --- | -- |
| 1   | Neapolis         | 10 | 9 | 0 | 1 | 378 | 35  | +343 | 9   | 45 |
| 2   | Le Lupe Frascati | 10 | 9 | 0 | 1 | 383 | 66  | +317 | 8   | 44 |
| 3   | CUS L’Aquila     | 10 | 5 | 0 | 5 | 286 | 278 | +8   | 7   | 27 |
| 4   | Amatori Catania  | 10 | 4 | 0 | 6 | 140 | 331 | −191 | −3  | 13 |
| 5   | Le Brigantesse   | 10 | 2 | 0 | 8 | 136 | 270 | −134 | −3  | 5  |
| 6   | Bisceglie        | 10 | 1 | 0 | 9 | 62  | 405 | −343 | −8  | −4 |

## Play-off
|  | Semifinali | Semifinali       | Semifinali | Semifinali |  |  | Finale    | Finale    | Finale |  |
|  |            |                  |            |            |  |  |           |           |        |  |
|  | 1          | Parabiago        | 24         | 36         |  |  |           |           |        |  |
|  | 4          | Le Lupe Frascati | 40         | 20         |  |  | Parabiago | Parabiago | 10     |  |
|  | 2          | Neapolis         | 26         | 29         |  |  | Neapolis  | Neapolis  | 13     |  |
|  | 3          | Riviera          | 7          | 19         |  |  |           |           |        |  |

### Semifinali
| Arbitro: | Daniele Ambrosio (Napoli) |

|                                                            |    |                 |
| Clementi 9’ Tonna 10’ Piccolo 23’, 55’ Burchielli 30’, 44’ | mt | 17’ 25’ 35’ 65’ |
| Piccolo 9’, 23’, 30’, 44’, 55’                             | tr | 17’, 65’        |

| Mira 4 maggio 2025, ore 12:30 UTC+2 Semifinale 2 andata | Riviera                 | 7 – 26 | Neapolis | I.S. via Oberdan\| Arbitro: \| Tommaso Scaglia (Monza) \| |
| Arbitro:                                                | Tommaso Scaglia (Monza) |        |          |                                                           |

| Arbitro: | Valerio Grillo (Rieti) |

|                                                     |    |                                      |
| Maione 37’, 45’ Bernardo 57’ Marrone 63’ Avolio 78’ | mt | 22’ Andriolo 32’ Silvestri 54’ Froni |
| Vano 37’, 63’                                       | tr | 32’, 54’ Andriolo                    |

| Arbitro: | Edo Bognanni (Catania) |

|                                                                        |      |                                |
| Frison 2’ Filippini 12’, 48’ Bettolatti 58’ Palladino 74’ Favata 80+1’ | mt   | 8’, 68’ Carlini 26’ Burchielli |
| De Martino 2’ Ceresini 58’, 74’                                        | tr   | 68’ Piccolo                    |
|                                                                        | c.p. | 53’ Piccolo                    |

### Finale
| Arbitro: | M. Clotilde Benvenuti (Roma) |

| |              | |
| Sandrucci 12’ Cairoli 50’ | mt           | 33’ Olivieri 39’ Maione |
| | c.p.         | 64’ Vano |
| · Favata · Filippini · Canta · 38’ Crespi · Sandrucci · Frison · Cuppari · Ceresini · Donna · Cairoli · 32’ Pinetti · Palladino · 63’ De Bernardin · Bettolatti · Rosini | Formazioni   | · Vano 68’ · Herrijgers · Terrin · Maggio · Buono · De Dilectis 77’ · N. Cinque · Petrosino · Di Franco · Puglisi · Bernardo · Petrucci · Maione · Cantarelli 48’ · Olivieri 50’ |
| · 63’ De Martino | Sostituzioni | · Marrone 48’ · Simonetti 50’ · A. Cinque 68’ · De Stefano 77’ |
| Nicholas Serra | Allenatori   | Luca Stornaiuolo |

## Verdetti
- Neapolis: campione d'Italia di serie A e promossa in Serie A Élite 2025-26